# Pedro Pallares
Pedro José Pallares (Cúcuta, 28 de mayo de 1982) es un actor, modelo y militar colombiano con cerca de veinte años de trayectoria en los medios de ese país.

## Carrera
Pallares logró el reconocimiento en su país al ser uno de los concursantes del programa de telerrealidad del Canal RCN Protagonistas de novela 2: La amenaza, emitido en 2003. Aunque no logró ser finalista, su carrera en los medios colombianos empezó a despuntar. En la década de 2000 tuvo la oportunidad de figurar en producciones de televisión como La séptima puerta, Casados con hijos, Oye bonita, Cómplices y Gabriela, giros del destino. Además, interpretó el papel de David en la película de Jorge Ali Triana Esto huele mal, en 2007.
En la década de 2010 ha registrado una notable aparición en la televisión colombiana, apareciendo en producciones como Hilos de amor, Popland!, Chica Vampiro, La prepago y 2091; y en producciones cinematográficas como El paseo 2 y Sniper: Ultimate Kill, esta última en los Estados Unidos.

## Plano personal
En 2014, Pallares contrajo matrimonio con la ex Señorita Colombia Lucía Aldana. En 2018 el actor compartió en sus redes sociales la noticia de su ascenso a Teniente de Corbeta en la Armada Nacional de Colombia.

## Filmografía

### Televisión
| Año       | Título                      | Personaje               | Canal               |
| --------- | --------------------------- | ----------------------- | ------------------- |
| 2020      | Operación pacifico          | Capitán Vera            | Telemundo           |
| 2018      | La reina del flow           | Javier Villa            | Caracol Televisión  |
| 2016-2017 | 2091                        | Nyorai                  | Fox Channel         |
| 2016      | La viuda negra 2            | Licenciado              | UniMás              |
| 2015-2016 | Las santísimas              | Alberto Piedrahíta      | Canal RCN           |
| 2015      | Tiro de gracia              | Mosco                   | Caracol Televisión  |
| 2013      | La Madame                   |                         | UniMás              |
| 2013      | La prepago                  | Julio                   | Canal RCN           |
| 2013      | Chica vampiro               |                         | Canal RCN           |
| 2012      | Historias clasificadas      | Ep: El novio de mi hija | Canal RCN           |
| 2011-2012 | Los canarios                |                         | Caracol Televisión  |
| 2011      | Popland!                    | Horacio McLean          | MTV (Latinoamérica) |
| 2010-2011 | Hilos de amor               | Juan Carlos             | Caracol Televisión  |
| 2010-2011 | A corazón abierto           |                         | Canal RCN           |
| 2010      | Salvador de mujeres         |                         | Venevisión          |
| 2009-2010 | Gabriela, giros del destino | Emiliano                | Caracol Televisión  |
| 2008-2010 | Oye Bonita                  |                         | Caracol Televisión  |
| 2008      | Cómplices                   | Javier                  | Caracol Televisión  |
| 2006      | Así es la vida              |                         | Canal RCN           |
| 2004-2006 | Casados con hijos           |                         | Caracol Televisión  |
| 2004-2005 | Séptima puerta              | El Mohan / Samahin      | Caracol Televisión  |

## Reality
| Año  | Título                                | Rol          | Canal          |
| ---- | ------------------------------------- | ------------ | -------------- |
| 2018 | Exatlón Colombia                      | Presentador  | RCN Televisión |
| 2018 | Exatlón Colombia                      | Participante | RCN Televisión |
| 2003 | Protagonistas de novela 2: La amenaza | Participante | RCN Televisión |

## Cine
| Año  | Título                | Personaje           | Nota         |
| ---- | --------------------- | ------------------- | ------------ |
| 2019 | Sniper: Ultimate Kill |                     |              |
| 2012 | A tu lado             |                     | Cortometraje |
| 2012 | El paseo 2            | Instructor de Buceo |              |
| 2007 | Esto huele mal        |                     |              |